# Обсерватория Ла-Силья
Обсерватория Ла-Силья (коды обсерваторий «262», «809» и «I03») — астрономическая обсерватория в Чили, принадлежащая Европейской южной обсерватории (ESO). 
В обсерватории расположены 18 телескопов. Девять из этих телескопов были построены на средства Европейской южной обсерватории. Обсерватория — одна из крупнейших в Южном полушарии. 
Место, где находится обсерватория — Ла-Силья — гора в южной части пустыни Атакама, высотой в 2400 метров.

## Местоположение

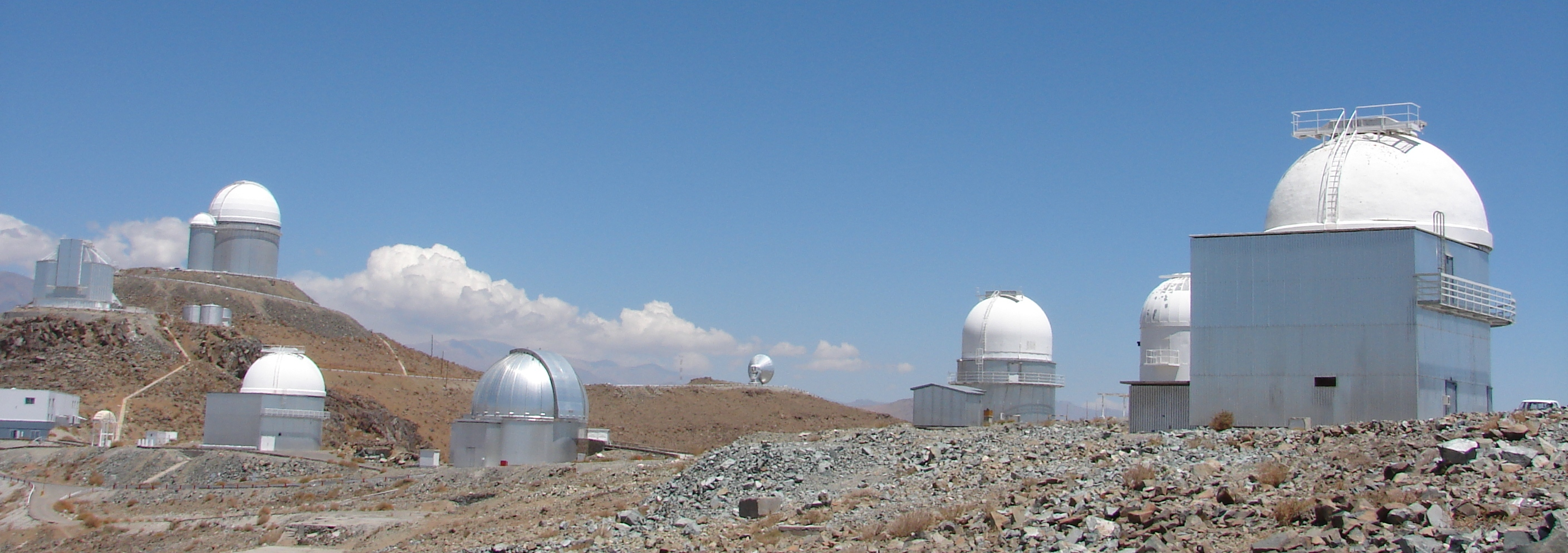
Обсерватория Ла-Силья

Расположена обсерватория приблизительно в 160 км к северу от Ла-Серена, в 600 км севернее Сантьяго, в 27 км к югу от обсерватории Лас-Кампанас, и в 100 км к северу от обсерватории Серро-Тололо. Первоначально гора, на которой расположена обсерватория, была известна, как Cinchado, однако впоследствии была переименована в La Silla (седло) за её необычные формы. Обсерватория расположена в полностью изолированном и отдаленном месте от любого искусственного света и источников пыли, что немаловажно для наблюдений.

## Телескопы
| NTT (3.58 м)                 | Создан и управляется ESO                                                  |  |
| ESO 3.6 м                    | Создан и управляется ESO                                                  |  |
| ESO 2.2 м                    | Предоставлено MPG                                                         |  |
| ESO 1.5 м                    | Создано ESO, теперь не работает                                           |  |
| ESO 1 м                      | Создано ESO, теперь не работает                                           |  |
| ESO 0.5 м                    | Создано ESO, теперь не работает                                           |  |
| DENIS 1 м                    |                                                                           |  |
| MARLY 1 м (проект EROS)      |                                                                           |  |
| Женевский 1.2 м              |                                                                           |  |
|                              |                                                                           |  |
| Датский 50 см                |                                                                           |  |
| Голландский 90 см            |                                                                           |  |
| SEST 15 м                    |                                                                           |  |
| Марсельский 40 см            |                                                                           |  |
| Бохумский 61 см              |                                                                           |  |
| CAT 1.4 м                    |                                                                           |  |
| IRIS                         |                                                                           |  |
| Шмидта 1 м                   |                                                                           |  |
| GPO (заменен на 1 м Margoso) |                                                                           |  |
| TAROT (оптический)           | Гамма-реактивный трекер. Телескоп-робот. Работает с 2006 года.            |  |
| REM (оптический)             | Гамма-реактивный трекер. Роботизированный телескоп. Работает с 2005 года. |  |

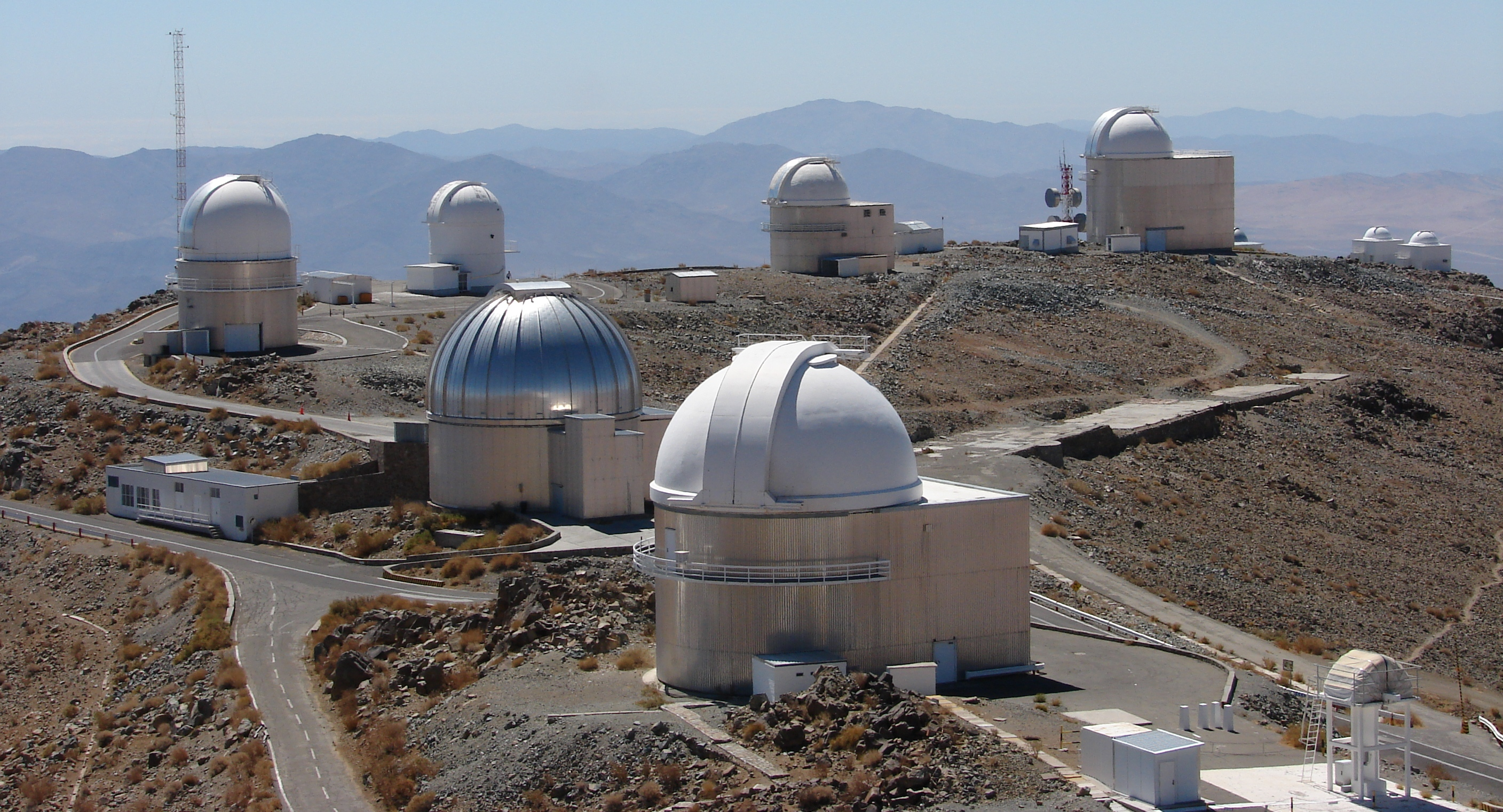
Вид на обсерваторию Ла-Силья с телескопа NTT

- Проект BlackGEM[англ.] — массив оптических телескопов (три телескопа, планируется установить ещё 12)[2]; специально разработан для обнаружения оптических аналогов источников гравитационных волн, обнаруженных с помощью Virgo и LIGO. Запущен в 2023 году.